# Alias Mary Flynn
Alias Mary Flynn er en amerikansk stumfilm fra 1925 instrueret af Ralph Ince.

## Medvirkende
- Evelyn Brent som Mary Flynn
- Malcolm McGregor som Tim Reagan
- William V. Mong som John Reagan
- Gladden James som Picadilly Charlie
- Louis Payne som Jason Forbes
- Wilson Benge som Maurice Deperre
- John Gough som Mickey
- Jacques D'Auray